# Histoire de Cologne
 (septembre 2020).

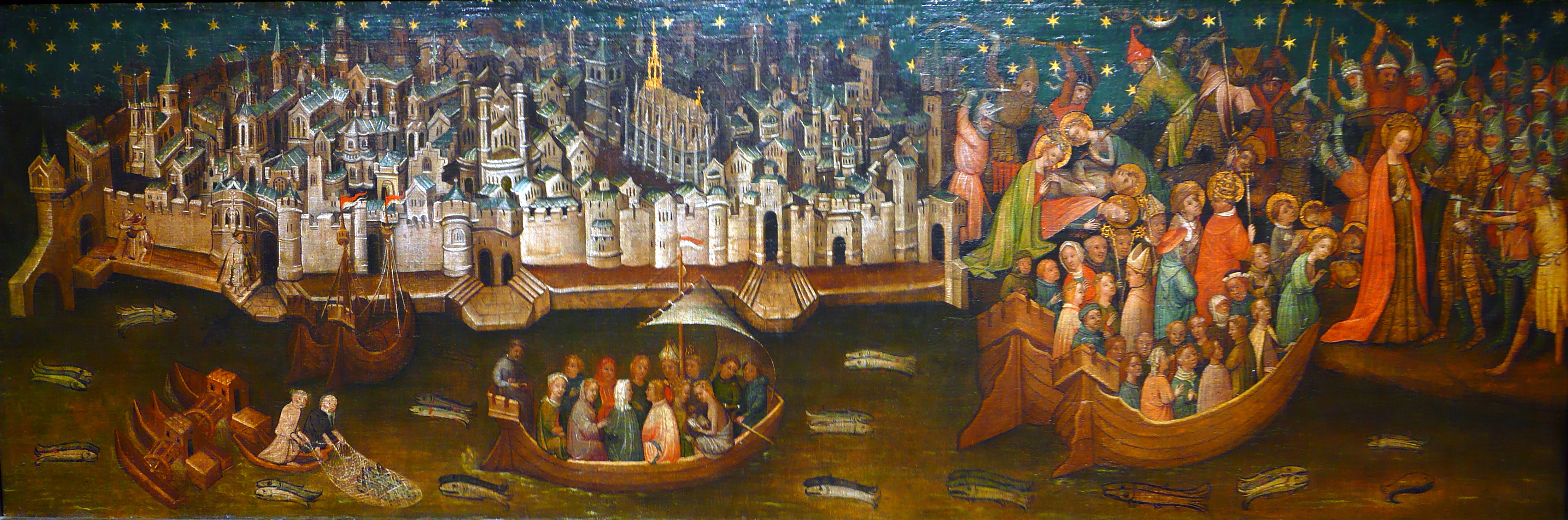
Cologne vers 1411.

Cologne est la plus ancienne des grandes villes d'Allemagne.

## Prémices
Les premiers indices d’activité humaine de la région de Cologne semblent remonter au Paléolithique ; deux silex taillés retrouvés à Dellbrück et Königsforst (à une dizaine de kilomètres) en témoignent. Des traces d’une colonisation stable sont connues à partir de 4500 av. J.-C., quand les sols de lœss fertiles des plateaux rhénans et un climat devenu tempéré attirèrent des agriculteurs hors des régions du Danube. La découverte significative de la cité d’une tribu de potier a été faite dans le quartier de Lindenthal en 1929. Ce village s’étendait de Hohenlind à Stüttgenhof et fut peuplé puis abandonné à plusieurs reprises entre la fin du Ve et le début du IVe millénaire av. J.-C. – à cause, probablement, d’une agriculture extensive qui contraignait  parfois les paysans à abandonner leurs colonies jusqu’à ce que le sol redevienne fertile. Des vestiges d’une autre colonisation potière ont été retrouvés à Mengenich.
À la fin du Néolithique, d’autres populations d’agriculteurs vinrent coloniser la région de l’actuelle Cologne, au niveau du quartier de Nippes, du centre ville ainsi que de Merheim et de Brück, villes des environs. La culture campaniforme, la première culture de métallurgistes en Rhénanie, s’établit au cours du IIe millénaire av. J.-C. dans toute l’Europe de l’Ouest et laissa derrière elle tant des outils de pierre taillée que de cuivre. Un site funéraire de la civilisation des champs d'urnes, culture du XIIe siècle av. J.-C. marquée par une évolution dans la culture de la sépulture de l’ensevelissement vers l’incinération, a été retrouvé au sud de Cologne. Des traces d’une autre culture à sépulture de l’âge du bronze – des tumulus – furent retrouvées sur la rive droite du Rhin à Dellbrück, mais aussi rive gauche à Lindenthal, Müngersdorf, Riehl, Longerich et Worringen.
On ne trouve qu’assez tard des traces d’une population celte au cours de l’époque de La Tène ; c’est-à-dire seulement au Ier siècle av. J.-C. au sud du Kölner Dom (la cathédrale de Cologne). De l’artisanat propre aux celtes, il n’a été retrouvé à Cologne qu’une unique pièce, au sud-est de l’ancien mur d’enceinte romain : un récipient à anse, à trois cornes.

## Cologne, la romaine, fondée par Agrippa en 38av. J.-C.

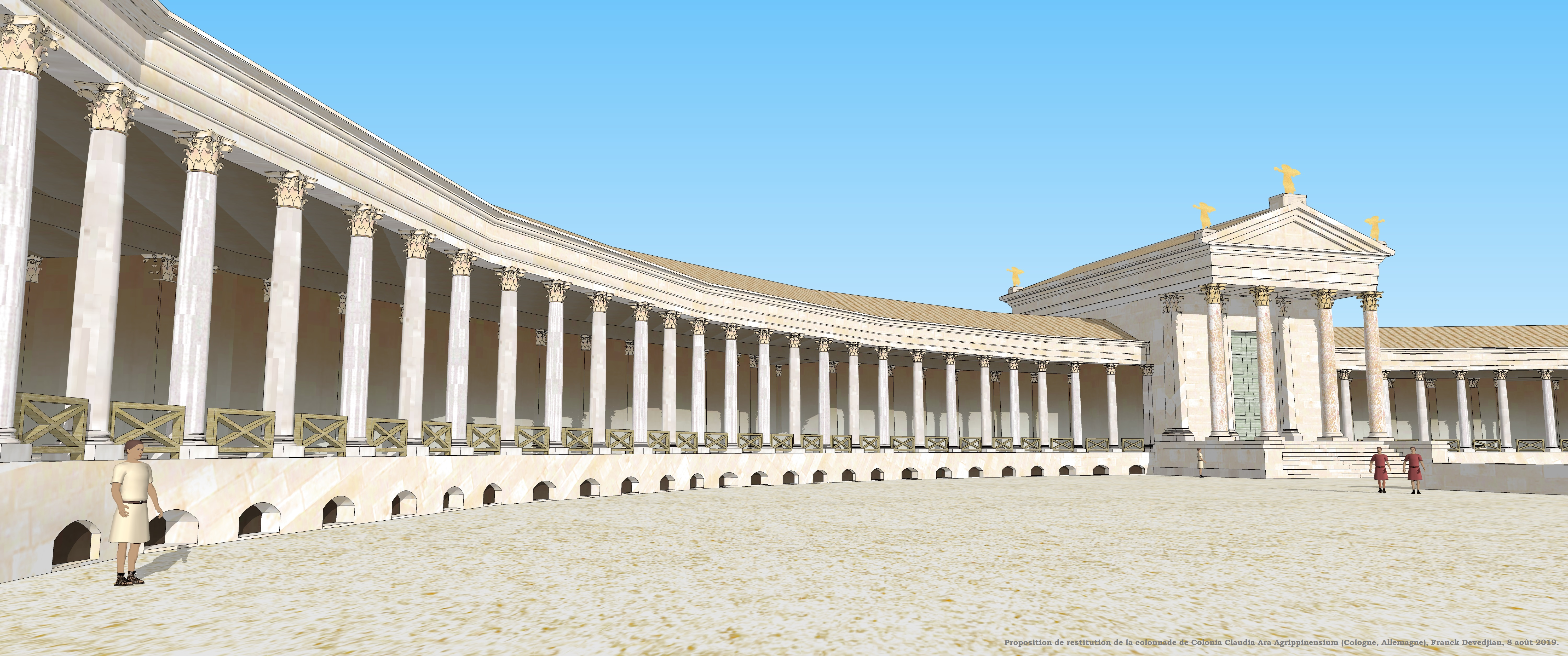
Proposition de restitution de la colonnade demi-circulaire de l'antique Cologne

En l'an 57 av. J.-C., Jules César, vainqueur de la Guerre des Gaules, occupa tous les territoires jusqu’au Rhin : il fit construire un pont de bois provisoire à Neuwied, permettant à ses troupes de pénétrer sur la rive droite pendant 18 jours. Le soulèvement des Éburons sous Ambiorix, en l'an 54 av. J.-C. fut difficilement réprimé l’année suivante, et la tribu, qui vivait sur la rive gauche du Rhin, entre la Meuse, le Rhin et les Ardennes, fut complètement exterminée par César. Pendant les combats contre les Eburons, César reçut l'aide de la tribu germanique des Ubiens qui peuplait la rive droite du Rhin, et dont quelques guerriers lui servirent d’éclaireurs.
Tacite rapporte que les Ubiens se soumirent à Agrippa, jeune général commandant les troupes romaines en Gaule sous le Consulat d'Octave (futur Auguste). D’autres rapports parlent d’un traité d’alliance que les Ubiens auraient conclu avec les Romains, qui leur accordait de vastes territoires sur la rive gauche du Rhin. On estime généralement l’année de la fondation d'Oppidum Ubiorum par Agrippa, en l'an 38 av. J.-C.
En effet, Agrippa se rendit deux fois en Rhénanie : en l'an 39 ou 38 av. J.-C. et en l'an 20 ou 19 av. J.-C. Cette ville aux rues à angles droits se situait à l'abri des inondations du fleuve. Capitale des Ubiens, elle servit également aux Romains de garnison, de port fluvial et de centre religieux. Tout comme à Lyon en Gaule, un autel (en latin ara) fut érigé, après quoi la ville fut également appelée Ara Ubiorum.
Agrippa épousa en l'an 21 av. J.-C. Julia, fille d'Auguste, dont il eut une fille Agrippine l'aînée, en l'an 14 av. J.-C., et mourut à Capoue en l'an 12 av. J.-C. L'expansion romaine sur la rive droite du Rhin fut conduite de l'an 13 à 9 av. J.-C. par Drusus gendre d'Auguste, puis par Tibère de l'an 9 av. J.-C. à 6 apr. J.-C., puis par Varus. Les légions de Varus furent dramatiquement exterminées par les Chérusques commandés par Arminius à la bataille de Teutoburg en l'an 9 apr. J.-C.
Germanicus, fils de Drusus, frère de Claude et mari d'Agrippine l'Ainée devint général en Gaule et en Germanie en l'an 13 apr. J.-C. ; il résida à Ara Ubiorum où naquit en l'an 15 ou 16 apr. J.-C. sa fille Agrippine la Jeune. Il conduisit plusieurs expéditions punitives contre les Chérusques et captura l'épouse d'Arminius en l'an 16 apr. J.-C.
Après que Rome eut abandonné, en l'an 17 apr. J.-C., son projet de conquérir la Germanie à l'est du Rhin, Ara Ubiorum, ville romaine frontalière se développa rapidement. Grâce à l'influence d'Agrippine la Jeune, Ara Ubiorum obtint le statut de colonie romaine en l'an 50 et prit le nom de Colonia Claudia Ara Agrippinensium, en abrégé CCAA. Ce nom signifie qu'il s'agit d'une ville de droit romain (Colonia), créée sous le règne de l'empereur Claude (Claudia), à l'emplacement de l'autel des Ubiens (Ara ubiorum), par la volonté d'Agrippine (Agrippinensium). Parmi les colonies romaines, seule Cologne a conservé aujourd'hui ce nom évocateur et significatif du plus haut rang juridique d'une cité romaine.

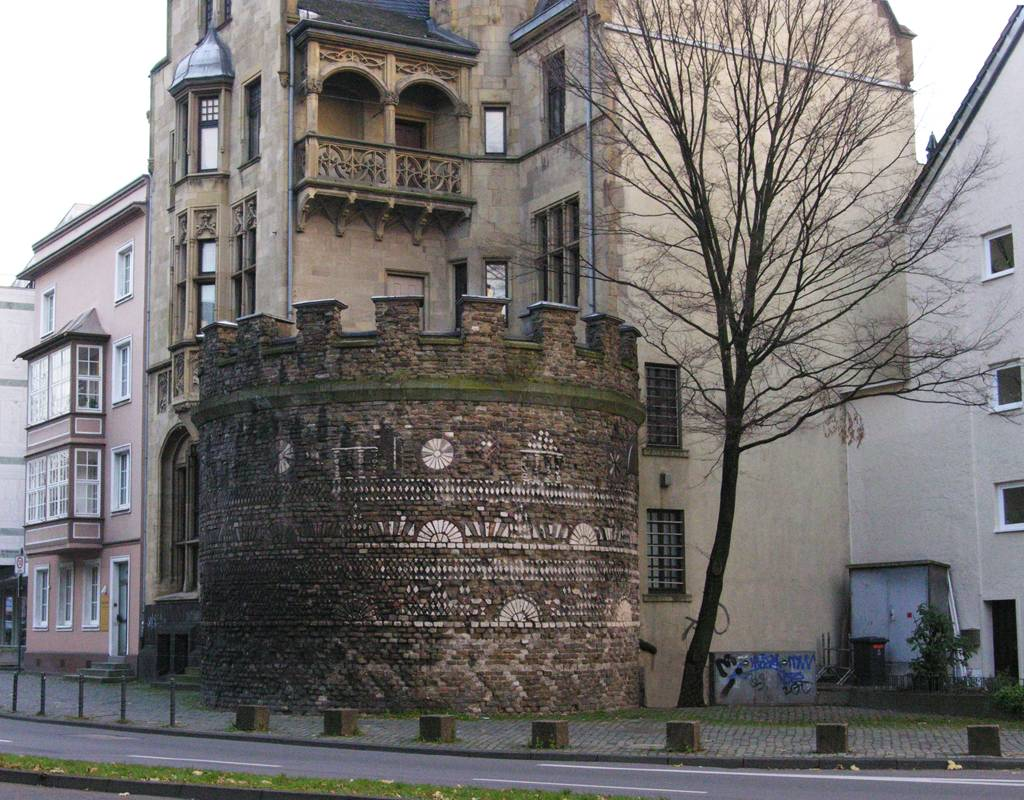
Römerturm.

On construisit un mur fortifié épais en moyenne de 2,5 mètres, haut de 8 mètres et comportant 19 tours rondes dont l'une, datant du IIIe siècle, est parfaitement conservée, et neuf portes furent peut-être en partie commencées dès le Ier siècle ;  la construction des fortifications ne fut probablement terminée qu'au IIIe siècle[réf. nécessaire]. La longueur totale de l’enceinte est de 3,9 km, protégeant une ville de 96 ha. En l'an 68, année de la mort de Néron et de la terrible crise qui eut lieu à cette occasion, les Bataves et les tribus alliées assiégèrent la ville et obtinrent d'abord la reddition de la population – mais les habitants refusèrent de détruire les fortifications comme on l'exigeait et reprirent le combat avec l'aide des Romains.
Comme à partir de l'an 81 la région militaire autour de Cologne fut élevée au rang de province romaine (la Germanie Inférieure), CCAA reçut en l'an 89 le statut de capitale de province. À cette époque l'approvisionnement en eau de la ville fut amélioré grâce à l'un des aqueducs les plus longs de l'Empire romain qui amenait l'eau de l'Eifel.
Le règne de Trajan, commencé en l'an 98, marque le début d'une période faste pour tout l'Empire romain ; aussi CCAA, grâce à un siècle et demi de paix sans interruption, connut-elle un développement économique et architectural. C'est ainsi que vers 180 un nouveau prétoire fut édifié pour l'administration de la province. Les restes des murs de fondation ont été mis au jour en 1953 lors de la construction du Spanischer Bau de l'actuel hôtel de ville. Les objets manufacturés de Cologne, surtout le verre et la céramique, étaient expédiés dans tout l'Empire romain et au-delà.

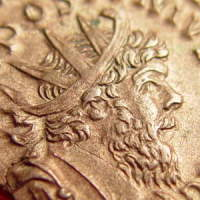
Postume

Dans les années 259/60, le commandant militaire Postume affronta Saloninus, le fils de l'empereur Gallien, et fut proclamé empereur des Gaules par les troupes révoltées de la frontière. Postume conquit CCAA et tua Saloninus. Cologne devint alors la capitale du nouvel empire auquel appartinrent la Gaule, l'Espagne (un certain temps) et probablement aussi la Bretagne (l'actuelle Angleterre). Ce n'est qu'en 274 que la reconquête par l'empereur Aurélien mit fin à cet empire séparé, qui avait été provisoirement un temps glorieux pour CCAA. Des monnaies d'or de très bonne qualité à l'effigie de Postume caractérisent cette époque à Cologne. En 276, Cologne fut attaquée par plusieurs peuples germains à l'occasion de l'invasion des Champs Décumates par les Alamans en 259.
Aussi, pour protéger la ville, l'empereur Constantin Ier ordonna-t-il en 310 la construction de Castellum Divitia sur la rive droite du Rhin (Kastell Deutz) qui, en outre, fut relié à la ville par la construction du premier pont permanent en bois sur le Rhin.

COLONIA CLAUDIA ARA AGRIPPINENSIUM - Reconstitution de la ville dans l'Antiquité. Musée romain-germanique de Cologne

Le nombre d'habitants de Cologne est estimé par approximation à environ 15 000 personnes aux IIIe et IVe siècles, outre environ 5 000 dans le proche voisinage. Il régnait une grande diversité de religions et de cultes ; c'est ainsi que des dieux et des déesses germaniques et d'autres religions de l'Empire romain étaient aussi honorés à côté des divinités romaines primitives. En 1882, par exemple, une figure d'Isis était retrouvée dans le mur nord de l'église Sainte-Ursule ; au musée romain-germanique, on peut voir d'autres trouvailles, par exemple pour les déesses-mères montrées le plus souvent par trois (les matrones). Le culte de Mithra, lui aussi, était particulièrement populaire à Cologne.
Après la destruction du temple juif à Jérusalem et la dispersion consécutive des Juifs (la Diaspora), on trouve aussi à Cologne des preuves de l'existence d'une communauté juive. En 321, l'empereur Constantin autorisa l'établissement d'une communauté juive jouissant de toutes les libertés des citoyens romains. Bien qu'on sache peu de choses sur l'emplacement de cette communauté à Cologne - on suppose qu'elle était établie à proximité de la porte de Mars, à l'intérieur de l'enceinte urbaine - la communauté de Cologne est la plus ancienne communauté dont la présence a été prouvée en Allemagne.

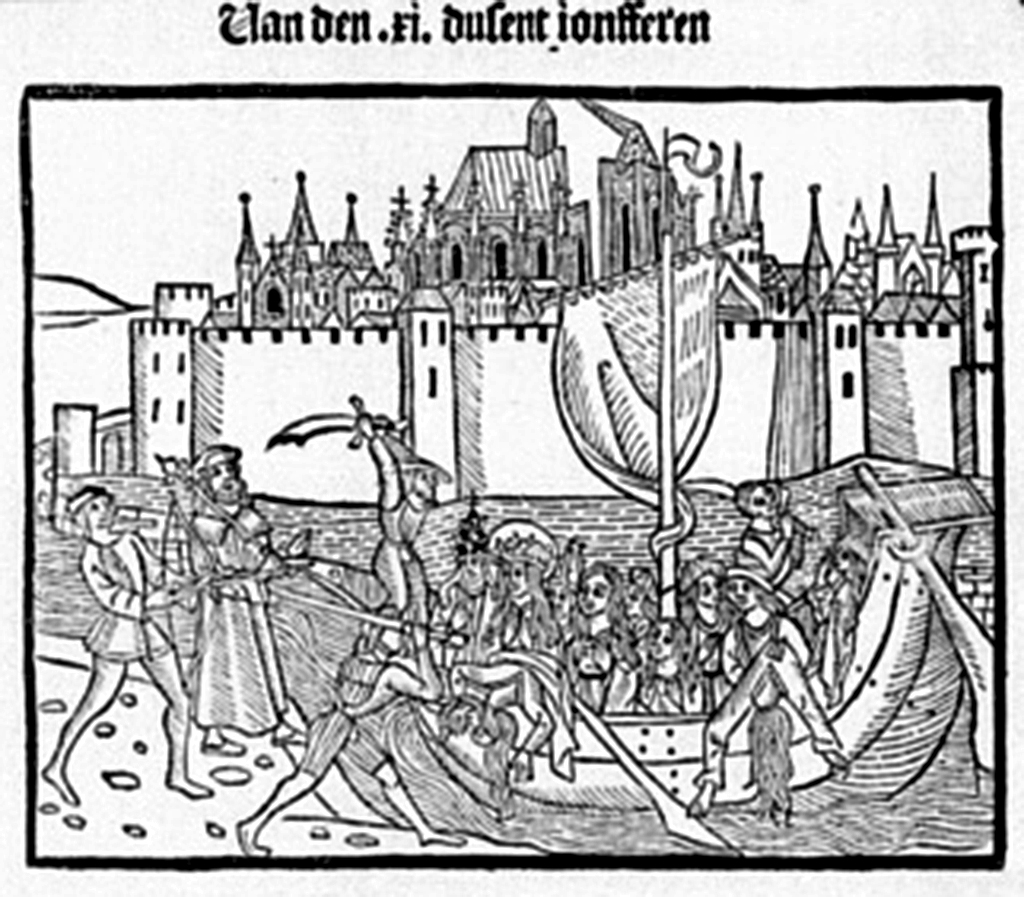
Comment on se représentait au Moyen Âge le martyre de sainte Ursule

Une communauté chrétienne est attestée dès le début du IVe siècle à Cologne, Materne est considéré comme le premier évêque connu de Cologne, en 313 ; le premier témoignage écrit d'une église remonte à 355, mais son emplacement est inconnu. Une salle fut construite dans le cimetière du Nord là où suivant une légende plus tardive un groupe de jeunes filles chrétiennes auraient été victimes des dernières persécutions contre les chrétiens – c'est l'origine de ce qui devait être plus tard le culte de sainte Ursule et des onze mille Vierges.
Depuis l'attaque de 274, Cologne était en proie aux assauts des Germains ; c'est surtout les Francs qui faisaient pression sur le Rhin. À l'automne 355 ils réussirent à conquérir la ville et à la piller ; quelques mois plus tard, elle fut reconquise par l'empereur Julien. Mais, au début du Ve siècle, la fin de la domination de Rome se dessinait en Gaule et aussi en Basse-Germanie, même si Cologne était encore sortie relativement sans trop de dommages de la marche des Germains vers l'Ouest. Une courte reconquête par le magister militum de l'Empire d'Occident Flavius Aetius, entre 435 et 446, accompagne sa victoire sur le roi des Huns Attila (la poussée des Huns vers Cologne offrit de nouveaux matériaux légendaires à l'histoire de sainte Ursule). L'assassinat d'Aetius en 454 signifia la fin de la souveraineté romaine à Cologne ; les Francs conquirent la ville et en firent une viguerie.

## Cologne franque

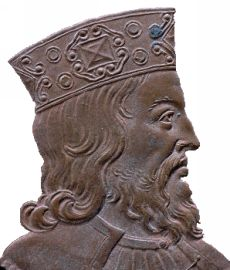
Clovis (médaille, XVIIe siècle)

Selon l’Histoire des Francs du chroniqueur Grégoire de Tours, lorsque commença la domination des Francs dans l'ancienne région romaine du Rhin et de la Moselle, ils étaient encore divisés en plusieurs groupes ; à Cologne régnait Sigebert le Boiteux, roi des francs « ripuaires » et cousins du mérovingien Clovis Ier. Ce dernier réussit à persuader le fils de Sigebert d'assassiner son père, et le fit tuer ensuite par ses propres délégués. Quand Clovis entra à Cologne, il jura qu'il n'était pour rien dans ce meurtre et proposa sa protection aux habitants – et ceux-ci, dans l'église Saint-Geréon, le proclamèrent avec enthousiasme comme leur souverain et donc le roi de tous les Francs.
À Cologne vivait au temps des Francs un mélange de Francs, d'autres Germains et de Romains avec les religions les plus différentes. La population romaine de la ville parlait encore le latin au VIe siècle. Il subsista jusqu'au VIe siècle des lieux de culte non chrétiens malgré la christianisation croissante de l'empire mérovingien après le baptême de Clovis et malgré le statut de Cologne comme le siège d'un évêché.
Peuple de guerriers et de paysans, les Francs utilisèrent à Cologne l'infrastructure romaine qui avait subsisté malgré la conquête, surtout le Prétoire où résidaient les rois ainsi que le pont et les murailles de la ville. Pour l'agriculture et l'artisanat également ils restaient sur des bases romaines ; c'est ainsi, par exemple, qu'à partir des nombreuses fermes romaines et des installations militaires se développèrent peu à peu des villages et des colonies franques. Bien que le nombre d'habitants eût fort diminué à l'époque franque, le commerce et l'artisanat prospéraient certainement, même si le commerce d'exportation n'était plus aussi florissant au VIe siècle.
En 557, les Saxons menacèrent la ville et s'avancèrent jusqu'à Kastell Deutz, mais ne purent aller plus loin. Dans les luttes sanglantes pour le pouvoir, que se livraient les descendants de Clovis, Cologne se retrouva sans cesse impliquée. C'est ainsi qu'en 612 Theudebert s'enfuit de Toul à Cologne, après avoir été vaincu à Toul en 612 par son frère Théodoric. Quand ce dernier l'eut vaincu une nouvelle fois, il entra à Cologne et fut proclamé roi par les partisans de Theudebert qui y étaient restés.
Les dissensions dans la famille royale accrurent le pouvoir de nobles francs - les maires du palais - qui dépossédèrent leurs rois du gouvernement effectif. En 687, le carolingien Pépin de Herstal réussit à s'attribuer toutes les mairies du palais franques. Il résida assez longtemps à Cologne, sa résidence se trouvait probablement à proximité de l'actuelle église Sainte-Marie au Capitole. Mais entre ses successeurs non plus, il n'y eut aucune paix : au bout du compte, le fils naturel de Pépin, Charles Martel, força Plectrude, la veuve de son père, qui résidait à Cologne, à renoncer à son pouvoir et à se retirer dans le cloître de l'église Sainte-Marie que d'après des sources du haut Moyen Âge elle aurait fondé.
La prise de pouvoir définitive par les Carolingiens dans l'empire franc par Pépin le Bref, le fils de Charles Martel, en 751, signifia la fin de la domination des Mérovingiens en Franconie et, pour Cologne, la fin de son rôle comme siège de la royauté (les Carolingiens résidèrent à Aix-la-Chapelle).
Au temps des Francs, les évêques de Cologne jouèrent un rôle considérable. On estime que le plus important d'entre eux fut Cunibert qui fut en fonction à Cologne vers 625, et qui déjà, pour le roi Dagobert III et son fils Sigisbert, avait dirigé les affaires du gouvernement. D'après la légende, c'est lui qui aurait consacré la plus ancienne cloche d'église de Cologne encore conservée, le Saufang. L'église Saint-Clément dans laquelle Cunibert fut enterré après sa mort, en 663, s'appela désormais Saint-Cunibert.

## Cologne carolingienne
Pendant les guerres saxonnes sous Charlemagne, Cologne gagna encore en influence politiquement et aussi culturellement ; Hildegar de Cologne, qui fut tué vers 753 lors d'une bataille contre les Saxons à Iburg, est considéré comme le premier évêque carolingien. Cologne vénéra depuis ce temps de nombreux martyrs chrétiens, conserva leurs restes dans des reliquaires précieux et construisit en leur honneur beaucoup d'églises. Dans la cathédrale de style mérovingien tardif fut fondée une nouvelle institution liturgique, la Schola Cantorum.
Le pape Zacharie projetait de nommer Boniface archevêque de Cologne pour mieux conduire depuis cette ville la conversion des Saxons et des Frisons. Le plan échoua d'abord devant la résistance des évêques locaux et de la noblesse, et Cologne ne devint archevêché qu'en 795. Dès 787, Charles avait placé le prêtre Hildebold sur le siège de Cologne, tandis que les habitants n'arrivaient pas à se mettre d'accord sur un nouvel évêque. En 795, Hildebold devint le premier archevêque de Cologne ; il resta en fonction jusqu'à sa mort en 818, quatre ans après la mort de Charlemagne.
Après la mort de Charlemagne éclata de nouveau une querelle dans l'empire franc. Cologne fit d'abord partie de l'État intermédiaire entre la Francia orientalis et la Francia occidentalis, c'est-à-dire de la Lotharingie, attribuée à Lothaire II, petit-fils de Charles. Son divorce et son remariage, qui avaient été approuvés par l'archevêque de Cologne, Gunthar, valurent à ce dernier l'excommunication en 863 ; il resta cependant à son poste à Cologne jusqu'à 866. Il protesta contre la soustraction de Brême à l'archevêché par la création de l'archevêché de Hambourg-Brême en 848. L'affaire sembla d'abord se tasser, mais quand Gunthar fut excommunié pour avoir prononcé le divorce de Lothaire II, le pape Nicolas Ier promulgua le 31 mai 864 la bulle de fondation de l'archevêché de Hambourg-Brême. Le successeur de Gunthar, Willibert, consacra en 873 l'église qui est considérée comme l'ancienne cathédrale – celle qui a précédé la cathédrale de Cologne. Comme sa construction avait commencé probablement vers 850, mais que Gunthar avait trop mauvaise réputation pour qu'on lui attribuât son origine, on reporta par la suite cet honneur sur son prédécesseur plus apprécié, et c'est pourquoi elle porta longtemps le nom de Saint-Hildebold.
Après la mort de Lothaire, Cologne revint en 876 à la Francia orientalis du roi Louis le Germanique. L'empire était tellement affaibli par les guerres entre Francs qu'en l'hiver 881/882, les Normands purent pousser leurs expéditions le long du Rhin jusqu'à Cologne et Bonn. Ils pillèrent et incendièrent ces villes, et à Cologne il ne restait plus que la cathédrale et les églises Saint-Séverin et Saint-Géreon ; tous les autres bâtiments et les églises ainsi que l'enceinte de la ville avaient été la proie des flammes. Il est très vraisemblable que devant l'avance des Normands le clergé de la ville s'était réfugié à Mayence en emportant les trésors des églises les plus précieux.
Quelques années seulement après l'attaque normande, les habitants de Cologne ont sans doute reconstruit l'enceinte de la ville, et en 891, Cologne et son archevêque Hermann reçurent du pape Étienne V des reliques très importantes pour les églises reconstruites.
Au début du Xe siècle et à la fin de l'époque carolingienne, une avant-dernière fois Cologne changea de suzeraineté : l'élection à la royauté de Conrad Ier dans la Francia orientalis poussa les princes lotharingiens à se séparer de lui et à entrer dans la zone d'influence de la Francia occidentalis, encore carolingienne. Le Saxon Henri Ier mit fin définitivement à cette phase et réintégra la Lotharingie dans la Francia orientalis en quelques expéditions militaires. En 925, son appartenance, et celle de Cologne, fut confirmée par les princes et par l'archevêque de Cologne.

## Cologne pendant le haut Moyen Âge
L'archevêque Bruno, le frère du futur empereur Othon Ier, avait été nommé en 953 chef spirituel de Cologne. Après que sous ses ordres une révolte en Lorraine contre le frère de l'empereur eut été écrasée, Otto Ier siècle fit l'archevêque duc de toute la Lotharingie et en outre prince temporel de Cologne. Par ailleurs il avait dans la ville le droit de justice ainsi que la supervision du marché et de la monnaie – c'était le début d'une période de pouvoir archiépiscopal à Cologne qui devait durer jusqu'à la bataille de Worringen en 1288.
Bruno laissa dans la ville des traces qui devaient demeurer. C'est ainsi que fut agrandie sous ses ordres l'ancienne cathédrale, et que furent créées plusieurs fondations et couvents (par exemple l'église qui a précédé l'actuelle Saint-Martin la Grande) et vers 950 les colonies du faubourg de Rhin, qui jusque-là se trouvaient encore en dehors des murs de ville, furent intégrées dans la ville (la zone actuelle du vieux marché, Altmarkt et du marché au foin, Heumarkt). Pour les visites de l'empereur à Cologne, il fit probablement construire un palais à proximité de la cathédrale.
Peu de temps après qu'en 965 Otton Ier et sa famille eurent rendu visite à l'archevêque à Cologne, Bruno mourut à l'âge de 40 ans au cours d'une mission diplomatique à Reims. Il fut enterré à Cologne dans l'église conventuelle de Saint-Pantaléon.

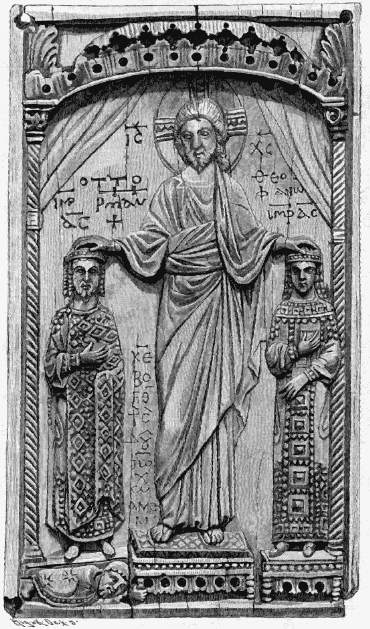
Otton II et son épouse Theophanu, couronnés et bénis par le Christ ; Ivoire, vers 982/983, Milan (?), musée de Cluny, Paris

 Après que Folcmar, successeur de Bruno, eut exercé brièvement les fonctions, on connaît surtout Gero dès 969 comme archevêque. En 971 il fit le voyage de Constantinople afin de chercher une épouse pour Otton II. On envisagea d'abord un mariage du fils de l'empereur avec la fille de l'empereur romain d'Orient ; finalement, Gero arrangea un mariage avec sa nièce, Théophane, en 972. L'impératrice exerça la régence après la mort d'Otton II (983) pendant six ans et demi, au nom de son fils mineur Otton III, mais elle mourut dès 991. Elle n'en est pas moins à l'origine d'une forte influence byzantine sur l'art allemand et la culture allemande. Après qu'elle eut été inhumée comme Bruno à Saint-Pantaléon, ses compatriotes, artisans et artistes, s'établirent autour de cette église – ce que rappelle dans les noms de rues de Cologne le Marché Grec.
Concernant l'histoire de l'art et de l'iconographie l'importante croix de Gero (970), dans la vieille cathédrale, lui est attribuée par la tradition. Après sa mort, il fut placé dans un sarcophage dans la cathédrale. Selon le chroniqueur Dithmar von Mersebourg, son successeur, l'archevêque Everger, qui avait été sous ses ordres le trésorier de cathédrale, le fit enterrer en état de mort apparente, ainsi que son successeur Warin, pour s'emparer de leur poste. Après lui vint l'archevêque Herbert, de 999 à 1021, qui fonda une abbaye à Deutz. Pendant qu'il était archevêque, les habitants de Cologne eurent plusieurs fois à lutter contre la famine et la sécheresse. On attribua à ses prières le retour de la pluie si bien qu'il devint saint après sa mort en 1147.
Pilgrim, successeur d'Herbert, couronna le roi Henri III du Saint-Empire et sa mère Gisèle, ce qui établit durablement le droit des archevêques de Cologne de couronner à Aix-la-Chapelle. En outre, il fut nommé en 1031 archichancelier pour l'Italie, poste honorifique qu'obtinrent après lui tous les archevêques de Cologne dans le Saint-Empire romain germanique.

## Chronologie du Moyen Âge
- 1039 : L'archevêque de Cologne reçoit le droit de battre monnaie et les marks de Cologne commencent leur carrière triomphale le long du cours inférieur du Rhin.
- 1040 : Fondation de la première synagogue de Cologne.
- 1061 : La reine Richeza de Pologne est inhumée à Cologne.
- 1074 : Les citoyens de Cologne se révoltent contre leur suzerain, l'archevêque Anno II.
- 1096 : Cologne est le lieu où se réunissent les croisés du cours inférieur du Rhin. Les croisés mettent à sac le quartier juif.
- 1106 : Deuxième agrandissement de la ville. À présent les murs de la ville embrassent une zone de 223 hectares.
- 1128 : Un grand incendie éclate à Deutz détruisant un grand nombre de maisons.
- 1135 : L’hôtel de ville de Cologne est attesté pour la première fois dans un document.
- 1140 : Environ 20 000 habitants vivent à l'intérieur de la ville.
- 1150 : La ville est éprouvée par un grand incendie et connaît une épidémie de peste.
- 1164 : L'archevêque de Cologne Rainald von Dassel apporte à Cologne les reliques des rois mages.
- 1170 : La communauté juive construit un mikvé.
- 1180 : Troisième agrandissement et construction du grand mur médiéval de la ville.
- 1216 : Pour la première fois, le conseil de la ville de Cologne est désigné par un vote.
- 1243 : À Melaten, construction de la première grande léproserie.
- 1248 : L'archevêque Konrad von Hochstaden décide de reconstruire la cathédrale de Cologne.
- 1259 : L'archevêque Konrad von Hochstaden donne à la ville le droit d'étape.
- 1266 : L'archevêque Engelbert II de Falkenburg accorde sa protection aux juifs de la ville.
- 1268 : Dans la querelle entre les citoyens et l'archevêque, on en vient à se battre à la porte dite Ulrepforte.
- 1288 : Les citoyens de Cologne gagnent leur liberté à la bataille de Worringen.
- 1322 : Le chœur de la nouvelle cathédrale est achevé.
- 1322 : Maître Eckhart prend en charge la direction des études générales à Cologne. Il est dénoncé en 1325 par des confrères auprès de l'archevêque de Cologne, Henri II de Virneburg, à cause de professions de foi qui auraient été hérétiques et il meurt à Cologne ou à Avignon en 1327 ou en 1328.
- 1341 : Dans un document du conseil de la ville de Cologne le carnaval est mentionné.
- 1349 : Cologne est frappée une nouvelle fois par la peste.
- 1367 : Au cours du Hansetag à Cologne est signée la Confédération de Cologne
- 1371 : Sur le Waidmarkt Il est livrée ce qu'on appelle la bataille des tisserands.
- 1388 : La première université de Cologne est fondée.
- 1396 : La première constitution de Cologne, la lettre de l'Union, entre en vigueur le 14 septembre. À côté des patriciens, les corps de métier sont associés au gouvernement avec égalité de droits.
- 1414 : La tour de l’hôtel de ville est achevée, elle est utilisée comme archives et magasin d'armes et pour la surveillance des incendies.
- 1424 : Les habitants juifs de la ville sont chassés et la synagogue est détruite.
- 1430 : Approximativement 40 000 habitants vivent à Cologne.
- 1435 : Par l'ordonnance sur la mendicité le conseil fixe exactement de quelle manière et où il est permis de mendier.
- 1445 : Stéphane Lochner achève le retable sur l'autel des saints patrons de la ville.
- 1447 : Le Gürzenich, salle de bal et de danse du conseil, est terminé.
- 1449 : Le conseil de la ville interdit l'importation à Cologne de bière étrangère, des peines de prison menacent les importateurs en infraction.
- 1466 : La première imprimerie est créée à Cologne.

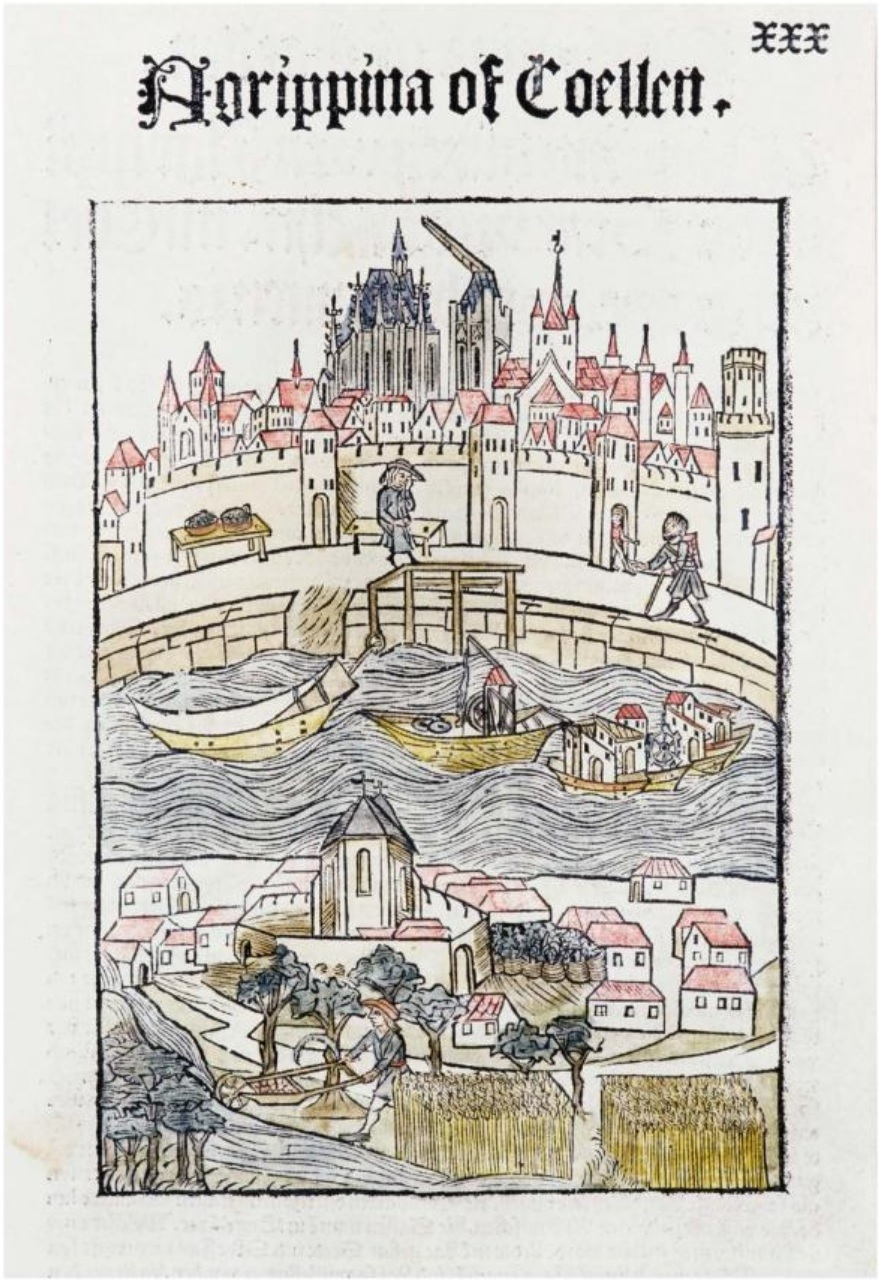
Cologne : gravure sur bois issue de "Die Cronica van der hilliger Stat van Coellen", 1499.

## Cologne, ville libre impériale
- 1475 : L'empereur Frédéric III confirme officiellement le statut de ville impériale libre qui existait pratiquement depuis 1288 ; la Hanse sous la direction de Cologne acquiert le Stalhof à Londres comme bureau.
- 1479 : L'université de Cologne reçoit de l'empereur Frédéric III le droit de disséquer des cadavres.
- 1484 : Un moribond confesse à Cologne des pratiques homosexuelles. Une vaste enquête montre que plus de 200 citoyens en vue sont impliqués, l'affaire est étouffée.
- 1505 : Lors du Reichstag à Cologne, l'empereur Maximilien Ier décide la guerre de succession de Landshut : le duché de Palatinat-Neuburg est créé (par ce que l'on appelle l'Arbitrage de Cologne).
- 1508 : Jakob van Hoogstraten +(1527) devient inquisiteur à Cologne et fait brûler les livres de Reuchlin.
- 1516 : François de Taxis ouvre le premier bureau de poste à Cologne.
- 1520 : Albrecht Dürer rend visite à son cousin Niklas à Cologne. Dans la cour de cathédrale sont brûlés les écrits de Martin Luther.
- 1529 : À Melaten sont brûlés les deux hérétiques Adolphe Clarenbach et Peter Fliesteden.
- 1544 : Fondation d'un collège de jésuites par Pierre Favre.
- 1553 : Fondation de la bourse de Cologne.
- 1559 : Plus de 50 personnes se noient à la suite d'un accident de navigation sur le Rhin.
- 1560 : Les travaux de construction de la cathédrale de Cologne sont suspendus pour des raisons financières.
- 1582 : L'archevêque de Cologne Gebhard Truchsess von Waldburg quitte l'Église catholique et épouse une religieuse noble protestante Agnès von Mansfeld, il ne renonce pas cependant à ses fonctions d'archevêque.
- 1583 : Gebhard Truchsess von Waldburg est excommunié et Ernest de Bavière, un catholique sûr, est mis à sa place, certainement, entre autres choses, parce qu'un archevêque de Cologne protestant aurait renversé la majorité catholique dans le corps des princes électeurs. Il en résulte la guerre de Cologne (dite aussi guerre de Truchsess) qui dure jusqu'en 1588. Deutz, Bonn et Neuss sont dévastés.
- 1609 : Le conseil interdit aux femmes de porter des vêtements d'hommes même à l'occasion du carnaval.
- 1620 : Le premier débit de tabac est ouvert à Cologne.
- 1627 : À Melaten, Katharina Henot est brûlée comme sorcière.
- 1630 : Christine Plumm s'accuse elle-même de sorcellerie et désigne dix citoyens en vue comme complices. L'affaire est étouffée et la poursuite des sorcières à Cologne est abandonnée.
- 1631 : À cause de la syphilis, les maisons de bain publics sont fermées. Le premier journal hebdomadaire apparaît à Cologne.
- 1659 : Le conseil de la ville interdit de fumer dans l'enceinte de la ville.
- 1669 : Participation de Cologne au dernier Hansetag à Lübeck
- 1686 : Dans les années 1680, s'est organisé un mouvement de protestation contre le népotisme rampant, la fraude et la corruption du gouvernement de la ville. Le leader était (de) Nikolaus Gülich, (né le 30 octobre 1644, † 23 février 1686). Le peintre Johann Michael Hambach en était un disciple enthousiaste et lorsque la rébellion fut réprimée en 1686 par l'ancien gouvernement, Hambach fut tenu pour responsable par le conseil municipal et l'empereur d'être l'un des insurgés ("einer der Tumutuanten", Merlo 1895)[2].
- 1709 : Farina fonde ce qui est aujourd'hui l'usine de parfum la plus vieille du monde
- 1714 : Le conseil de la ville décrète une inscription obligatoire pour les protestants.
- 1716 : Jean Maria Farina commence à exporter son Eau de Cologne.
- 1736 : Après la fermeture des portes de la ville le soir, on ne peut plus entrer qu'après paiement d'une taxe de porte.
- 1760 : Giacomo Casanova visite la ville de Cologne.
- 1784 : La banquise sur le Rhin et la crue qui en résulte provoquent de grands dommages, plus de 60 personnes périssent.
- 1794 : La ville de Cologne est occupée par les Français : le 6 octobre, les troupes du Général Championnet rentrent par Melaten et reçoivent les clés de la ville à Hahnentor.

## Cologne française 1794 - 1814

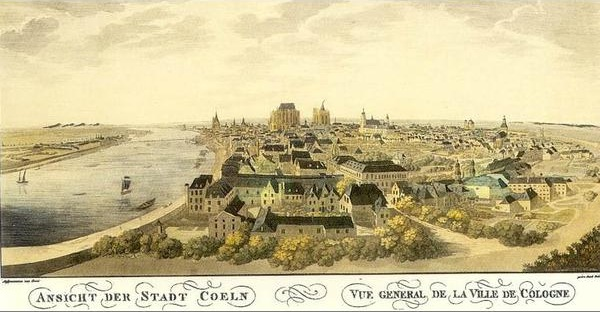
Cologne en 1800

Le 8 octobre 1794, le général Jean-Baptiste Jourdan, vainqueur à la bataille de Fleurus (1794), rentre dans la ville.
Dès 1794, les troupes révolutionnaires érigent un arbre de la liberté sur la place Neumarkt, et mettent en place le paiement par assignats, ainsi que le calendrier républicain.
En 1798, Cologne est intégrée au département de la Roer et l'université de Cologne est fermée. En 1801, tous les habitants de la ville reçoivent la nationalité française. Napoléon visite la ville en 1804, puis à nouveau en 1811 en compagnie de l'impératrice Marie-Louise.
De l'époque française datent aussi la fondation de la CCI à Cologne (1803), la première chambre du Commerce et d'Industrie sur le sol allemand, la numérotation des rues ainsi que le Kölsche Hänneschen Theater (1802). En 1810, le nouveau cimetière prend la place à Melaten de l'ancienne léproserie.
Les habitants de Cologne et de la Westphalie sont sollicités pour s'enrôler dans la Grande Armée (Premier Empire) qui combattra pendant la campagne de Russie en 1812.
À l'issue de la bataille de Leipzig, en octobre 1813, les troupes russes et prussiennes occupent la rive droite du Rhin en novembre 1813.
Une attaque des Prussiens de Blücher à Riehl est repoussée le 3 janvier 1814, puis les troupes françaises sous le commandement de Sébastiani se retirent de Cologne le 14 janvier 1814 sans combattre. Les Français sont immédiatement remplacés par les troupes cosaques et prussiennes.

## Cologne prussienne
Après le congrès de Vienne, les troupes prussiennes occupent Cologne en 1815 et la ville revient à la Prusse, bien que jusqu'en 1848 ses habitants conservent la monnaie française. La ville devient siège d'un district et même une ville-arrondissement. En 1823 avec l'encouragement de l'administration prussienne est fondé le comité des festivités pour le carnaval de Cologne en tant que "comité pour l'ordonnance des fêtes" et il organise le premier défilé en bon ordre du Rosenmontag de Cologne (de). En 1826 est ouverte la première caisse d'épargne de Cologne, en 1860 à l'instigation du Dr Caspar Garthe c'est le zoo de Cologne, en 1906 le premier cinéma sur un emplacement fixe. En 1837 l'archevêque de Cologne est arrêté dans le cadre des querelles sur les mariages mixtes. En 1842 Karl Marx devient rédacteur en chef de la Rheinische Zeitung. Jusqu'en 1894, l'usage de la bicyclette est interdit à Cologne. Après la guerre franco-prussienne de 1870/1871 Cologne connaît un grand essor économique et industriel. En 1906 pour fournir une documentation sur le développement très rapide des provinces prussiennes de Rhénanie et de Westphalie sont fondées à Cologne les archives économiques de Rhénanie-Westphalie, rattachées depuis cette époque à la CCI de Cologne.

### Expansion démographique
La population de Cologne connaît alors une forte augmentation. En 1822 la ville ne comptait encore qu'environ 56 000 habitants, ils sont déjà 250 000 en 1888, après l'incorporation de plusieurs localités suburbaines. Jusqu'en 1913, le nombre d'habitants s'accroît jusqu'à 640 731. En 1914, finalement, des quartiers sur la rive droite du Rhin sont absorbés par Cologne.

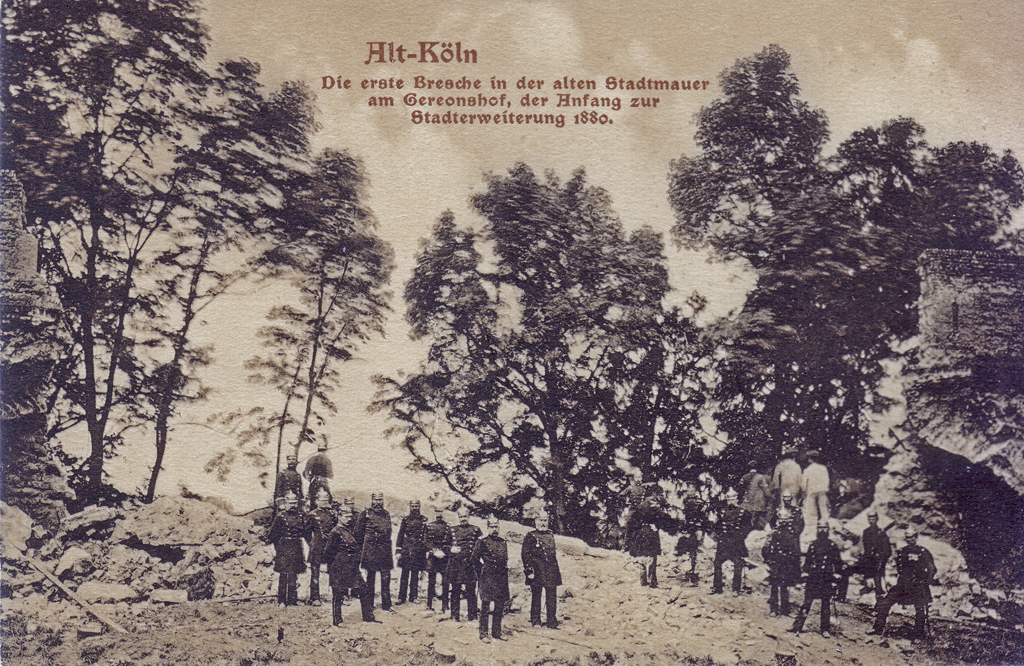
Postkarte : La première brèche dans l'ancienne enceinte de la ville au Gereonshof (début des travaux d'agrandissement en 1880).

### Construction de la ville
En 1840, des notables de Cologne écrivent une requête à Frédéric-Guillaume IV de Prusse, lui demandant le droit de fonder à Cologne une association pour la construction de la cathédrale. En 1842, on pose la première pierre des travaux d'extension de la cathédrale. Ils seront achevés en 1880, après une durée de construction de plus de 650 ans.
De 1855 jusqu'à 1859, on construit le premier pont permanent sur le Rhin depuis 953, le Dombrücke. En 1911, le Hohenzollernbrücke le suit. En 1859, la gare centrale de Cologne est inaugurée. Suit en 1863, l'achèvement des fortifications intérieures ; en 1880, celui de la ceinture des fortifications extérieures. En 1881, les habitants de Cologne commencent à démolir le mur de la ville.

### Première Guerre mondiale
La mobilisation pour la Première Guerre mondiale, en 1914, est vécue dans l'enthousiasme comme dans les autres villes. En 1917, Konrad Adenauer est élu premier bourgmestre. En 1918, l'entrée des troupes d'occupation britanniques met fin à cent ans de domination prussienne. La graphie Cöln, imposée par le ministère de l'Intérieur de Prusse depuis le 30 octobre 1900 est abolie le 1er février 1919.

## Cologne pendant la République de Weimar
Une nouvelle université de Cologne est fondée en 1919. Le 1er août 1920, on supprime les péages sur les ponts du Rhin. Conformément au traité de Versailles, on commence en 1921 à démanteler la ceinture de fortifications et dès 1922 une ceinture d'espaces verts la remplace. En 1922 a lieu une incorporation supplémentaire à la commune de quartiers situés au nord sur la rive gauche du Rhin (Voir le détail dans le Tableau des incorporations à la commune).
En 1923, le premier stade de Müngersdorf est achevé, en 1924 c'est le gros-œuvre du gratte-ciel le plus haut de son temps en Europe, le futur immeuble de la Hanse. Le 11 mai, la foire de Cologne ouvre ses portes. En 1925, le grand magasin Tietz met en service le premier escalier mécanique d'Allemagne.
Le régime d'occupation se termine en 1926 par le départ des troupes britanniques. La même année, le précurseur de la radio et de la télévision régionales allemandes, la Westdeutschen Funkstunde AG (Wefag) émigre de Münster à Cologne et émet comme Westdeutsche Rundfunk AG (Werag). La pire crue qu'on avait connue jusqu'alors frappe la ville de Cologne. Le 10 octobre 1928, le hall de Rhénanie est ouvert. En 1929, le groupe automobile Ford pose la première pierre pour l'usine de Köln-Niehl. Le pont de Mülheim est mis en service le 13 octobre.

## Cologne sous le Troisième Reich

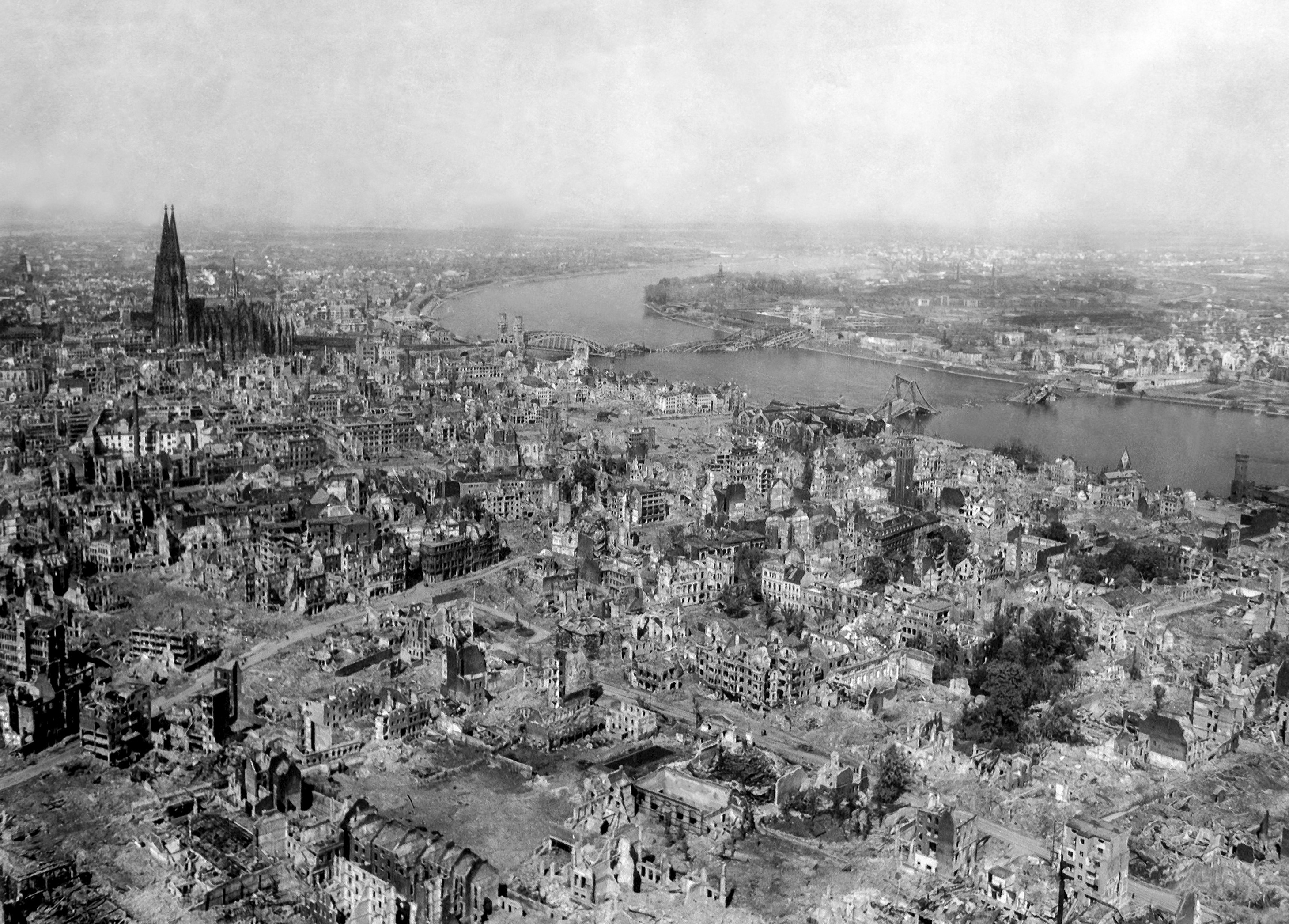
Cologne en 1945

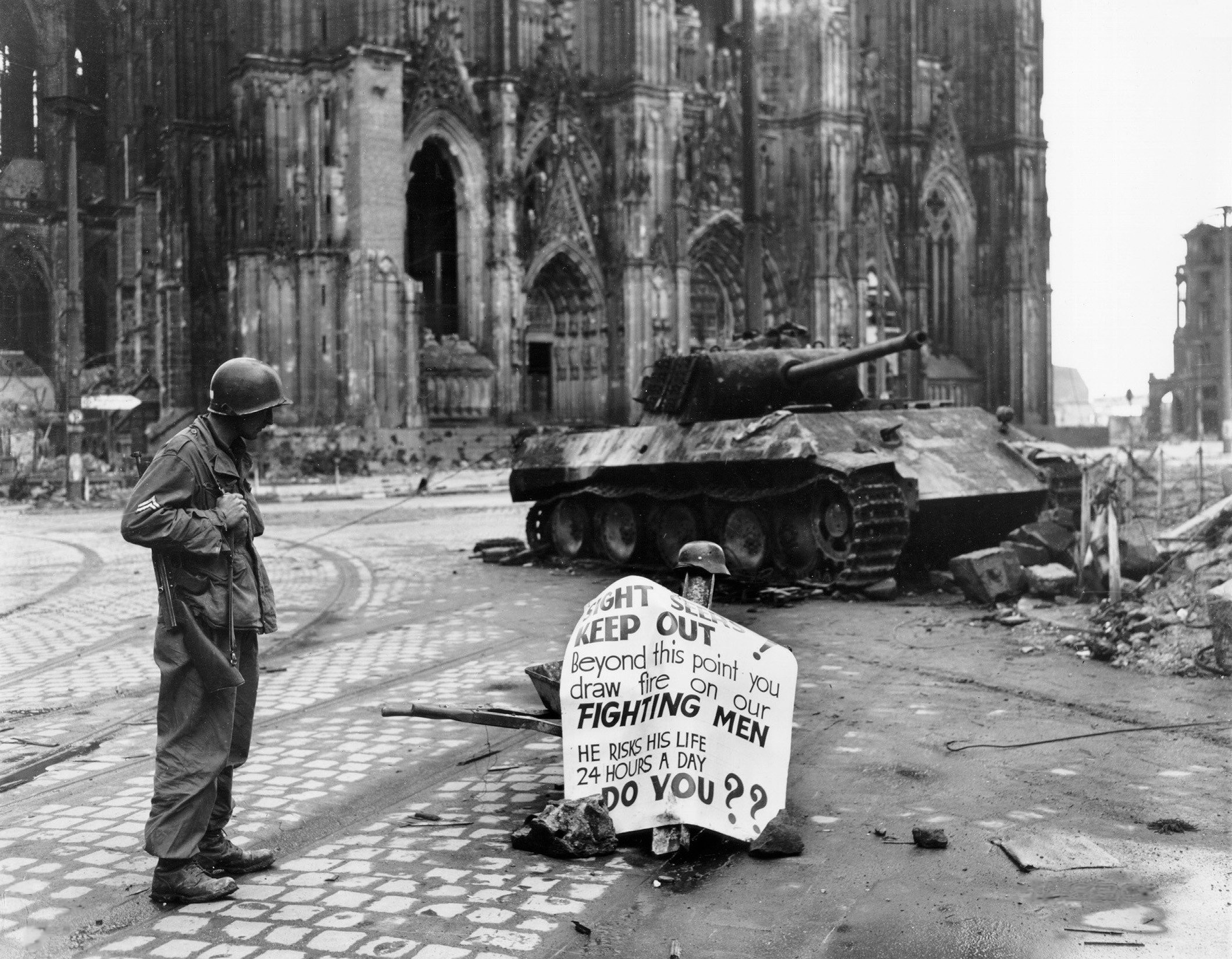
Signal d'avertissement devant la cathédrale 1945

Dès 1925, Cologne était, dans le cadre du NSDAP, le chef-lieu du Gau Cologne-Aix-la-Chapelle (jusqu'en 1931 : Gau Rheinland-Süd). En 1939, elle devint dans le Reich le chef-lieu du Gau de même nom.
En 1933, Adolf Hitler et Franz von Papen se rencontrèrent dans la villa Schröder. En 1936, les troupes allemandes entraient à Cologne jusque là démilitarisée. Pendant les pogroms au cours de la Nuit de Cristal, en 1938, les synagogues de Cologne brûlèrent entièrement. En 1940, plus de 1 000 Sinti et Romanichels de Cologne furent déportés.
De vastes parties de la ville furent détruites pendant la Seconde Guerre mondiale par des bombardements massifs. Le 30 mai 1942, la ville subit la première attaque de mille bombardiers qui entraîna 480 morts, 5 000 blessés et 45 000 sans abri. La dernière des 262 attaques aériennes, le 2 mars, sur une ville presque déserte, visait à briser les dernières résistances avant la prise. À la fin de la guerre, 95 % de la vieille ville étaient détruits.
Le 30 octobre 1944, un raid allié, plus important que les précédents, prive les 250 000 habitants de la ville (à cette date) d'eau et d’électricité, transforme en ruines les dernières habitations encore non touchées par les bombardements précédents et déclenche un exode massif de la population vers l'intérieur du Reich. Parmi les habitants restants, des groupes de dissidents, d'ouvriers étrangers, d'anciens membres du KPD et de déserteurs organisent une résistance armée à la police : armées d'armes dérobées dans les dépôts de la ville, ils mènent des opérations d'ampleur jusqu'au mois de décembre, tuant le chef de la Gestapo local, attaquant des patrouilles de police. ces groupes sont réprimés après 24 heures de bataille de rues et le massacre de 200 de ces résistants.
Le 6 mars 1945, à midi, le génie allemand fit sauter le pont Hohenzollern, le dernier pont de Cologne intact sur le Rhin. Auparavant les dernières unités allemandes s'étaient retirées sur la rive droite du Rhin. Le même jour, les troupes américaines occupèrent le centre de la ville, n'essuyant que quelques rares coups de feu. Devant la cathédrale, un blindé allemand fut touché et brûla après avoir lui-même détruit un blindé américain (v. l'image).
Le 11 avril 1945, les premières unités cuirassées américaines atteignirent la ville libre de Porz après avoir passé le Rhin à Remagen. Le 14 avril 1945, les quartiers sur la rive droite étaient complètement occupés.
L'armée américaine traversa le Rhin à l'aide d'un pont flottant entre le quartier de Sürth et Zündorf sur la rive droite du Rhin.

## Cologne après la guerre

### Politique
En 1963, le président américain John Fitzgerald Kennedy visite Cologne. Au cours de l'Automne allemand, la Fraction armée rouge enlève le 5 septembre 1977 Hanns Martin Schleyer, président des patrons allemands, dans la Friedrich-Schmidt-Straße au Stadtwald. Le 25 avril 1990, un attentat est commis contre Oskar Lafontaine dans la mairie de quartier de Mülheim.
En 1991, le défilé officiel du Rosenmontag (de) est suspendu en raison de la Guerre du Golfe, mais les Jecken (carnavaleux) du défilé alternatif du Geisterzug (de) traversent néanmoins la ville. 1999 voit siéger à Cologne le G8, sommet de l'économie mondiale, et également le Conseil européen.
En 1980 et 1987, Jean-Paul II visite la ville ; lors de sa deuxième visite, dans l'enceinte du Müngersdorfer Stadion, il béatifie la religieuse Edith Stein. Du 16 au 21 août 2005 son successeur Benoît XVI se rend à son tour à Cologne dans le cadre des XX. Weltjugendtag.
En 2003, une coalition schwarz-grüne est instaurée, une première pour une grande ville allemande.

### Développement territorial et démographique
Par des incorporations de communes voisines, le territoire de la ville augmenta jusqu'à dépasser 40 000 hectares en 1975, et Cologne devint pour 18 mois, et pour la première fois, une ville dépassant le million d'habitants. En même temps, le cercle de Cologne était dissous. Mais Wesseling avait déposé une plainte constitutionnelle contre la loi qui imposait son absorption, elle gagna et reprit son indépendance dès le 1er juillet 1976, redevenant une ville autonome dans le cercle de l'Erft qui devint le cercle Rhin-Erft. Cologne perdit ainsi environ 50 000 habitants mais, en 1980 elle dépassa de nouveau le million.

### Circulation
En 1949, les trains peuvent de nouveau circuler sur le pont Hohenzollern reconstruit de façon provisoire ; la même année est ouvert le Deutzer Brücke, reconstruit également. En 1959 suit le Severinsbrücke. En 1968, le premier tronçon du nouveau métro (Friesenplatz-Gare centrale) est mis en service.

### Économie
En 1950 a lieu à Cologne la première Photokina, en 1957 et 1971 la ville accueille la Bundesgartenschau (de). En 1957 ouvre à Cologne le premier supermarché SB avec plus de 2,000 m2 de surface de vente. En 1964 paraît le premier numéro de l'Express. En 1987, enfin, RTL ouvre en ville ses nouveaux bureaux.

### Culture
Dès 1945 l'université rouvre ses portes. En 1956, à l'occasion du Katholikentag, la cathédrale de Cologne est rouverte, en 1957 le nouvel opéra est inauguré, en 1986 c'est la philharmonie. Et c'est toute une série de fondations nouvelles de musées qui a lieu dans l'après-guerre, ainsi vers 1974 le musée romain-germanique, en 1977, le musée de l'art d'Extrême-Orient, en 1986, le musée de Wallraf Richartz ou le musée Ludwig et en 1993, enfin, le musée du chocolat.
Au début des années 1990, des malfaiteurs étrangers dérobent des pièces irremplaçables dans la chambre du trésor de la cathédrale. À la demande du clergé, le milieu local sous l'ordre de Schäfers Nas rapporte une partie du butin – à la suite quoi le prévôt de la cathédrale célèbre une messe de reconnaissance en son honneur.
En 2004, l'UNESCO proteste contre une tour de bureaux haute de 103 mètres, à Deutz, qui dégrade la vue sur la cathédrale. Elle menace de retirer à la ville son appartenance au patrimoine mondial de l'humanité.

#### Eau de Cologne
L’eau de Cologne est appelée Kölnisch Wasser en allemand. À l’origine, l’eau de Cologne fut créée par un expatrié italien venu s’installer dans la ville. Au XVIIIe siècle, les parfums eurent beaucoup de succès et c’est ainsi que des compagnies furent fondées dans la ville même. Aujourd’hui, ces compagnies ont été principalement rachetées par des grands groupes internationaux.

### Sports
En 1952, le boxeur Peter Müller (De Aap, c’est-à-dire « le singe » en dialecte de Cologne) déclenche un scandale qui ébranle la ville.
Pour la première fois en 1962, le 1. FC Köln devient champion d'Allemagne de football, en 1964 il est le premier champion d'Allemagne dans l'histoire de la première division. En 1978, le club gagne la même année le championnat et la coupe.

## XXIesiècle
La ville est l'objet de l'attention des médias du monde entier après une vague d'agressions sexuelles collectives, de vols, de braquages et au moins deux cas de viol — tous dirigés contre des femmes — qui touchent principalement la ville rhénane durant les célébrations du Nouvel An le 31 décembre 2015.
Le nombre d'agresseurs est estimé à 1 500 rien que pour Cologne. Les assauts sont coordonnés et commis par des groupes de 2 à 40 hommes, décrits comme nord-africains ou arabes. Les suspects sont principalement des demandeurs d’asile et/ou des immigrés en situation illégale. Le nombre de plaintes à Cologne ne cesse de croître du 4 au 21 janvier, passant de 30 le lundi 4 janvier à 1 088 le 17 février concernant plus de 1 049 victimes,,,,.
Le silence de la police et des médias, le laxisme policier, les déclarations de la maire de Cologne incriminant les femmes allemandes et le retard pris par les médias, surtout l'audiovisuel public (ARD, ZDF et autres), pour rapporter les faits sont vivement critiqués dans les jours qui suivent.
Puis, six semaines après les faits, la police allemande fait un point sur l'enquête, indiquant que si la plupart des personnes impliquées sont originaires d'Algérie et du Maroc, très peu sont des réfugiés. À Cologne, sur les 1 088 plaintes déposées, 470 concernent des agressions sexuelles et 618 des vols, coups ou blessures.

## Fusion de communes voisines
Villes et communes ou territoires de banlieue qui étaient autrefois indépendants et ont été incorporés à la ville de Cologne :
| Année            | Commune | Gains en ha |
| ---------------- | --- | ----------- |
| 1er avril 1888   | Bayenthal, Marienburg, Arnoldshöhe, Raderberg mit Raderthal, Zollstock, Sülz, Klettenberg, Kriel et Lind, Lindenthal, Longerich, Melaten, Braunsfeld, Müngersdorf, Ehrenfeld, Bickendorf, Ossendorf, Bocklemünd, Mengenich, Volkhoven, Nippes, Mauenheim, Merheim (rive droite Rhin, aujourd'hui Weidenpesch), Riehl, Niehl, Poll et Deutz avec la colonie Humboldt | 10 100      |
| 1er avril 1910   | Kalk avec Vingst et Gremberg | 599         |
| 1er avril 1914   | Mülheim am Rhein avec Buchheim et Buchforst, Merheim avec Stammheim, Flittard, Dünnwald, Dellbrück, Wichheim, Rath, Brück et Ostheim | 7 968       |
| 1er avril 1922   | Worringen avec Weiler, Merkenich, Langel, Feldkassel, Rheinkassel, Fühlingen, Roggendorf et Thenhoven | 5 393       |
| 1er janvier 1975 | Porz, Wesseling, Rodenkirchen (avec Sürth, Hahnwald, Meschenich, Godorf et Rondorf), Lövenich, Weiden, Pesch, Esch, Auweiler, Widdersdorf, Marsdorf et divers petits territoires | 17 900      |
| 1er juillet 1976 | Séparation de Wesseling | -2 480      |